# 薩沃伊 (伊利諾伊州)
薩伏伊（英語：Savoy）是位於美國伊利諾伊州尚佩恩縣的一個村落。

## 地理
薩伏伊的座標為40°03′48″N 88°15′09″W / 40.06333°N 88.25250°W，而該地最高點為海拔高度223米（即730英尺）。

## 人口
根據2010年美國人口普查的數據，薩伏伊的面積為8.64平方千米，當中陸地面積為8.48平方千米，而水域面積為0.16平方千米。當地共有人口7280人，而人口密度為每平方千米842人。